# 뉴욕 대 미국 사건
뉴욕 대 미국 사건(New York v. United States, 504 U.S. 144 (1992))은 미국 연방 대법원 판례이다. 주내에서 배출된 핵폐기물 처분규제안을 제정하지 않으면, 주정부가 그에 대한 소유권이 있는 것으로 간주되어 불법행위소송 대상이 될 수있게 하는 연방법은 위헌이라 판결하였다.